# Barbuise
Barbuise är en kommun i departementet Aube i regionen Grand Est (tidigare regionen Champagne-Ardenne) i nordöstra Frankrike. Kommunen ligger  i kantonen Villenauxe-la-Grande som ligger i arrondissementet Nogent-sur-Seine. År 2022 hade Barbuise 447 invånare.

## Befolkningsutveckling
Antalet invånare i kommunen Barbuise
Referens: INSEE